# Презерватив
Кондом пренасочва насам.  За други значения вижте Кондом (пояснение).
Презервативът е най-разпространеното средство за мъжка контрацепция. Слага се на мъжкия еректирал пенис, като по този начин предотвратява навлизането на семенна течност в тялото на партньора. Главното му предимство е неговата безопасност. Освен че предпазва от нежелана бременност, той може да осигури защита срещу полово предавани болести, включително ХИВ. Тъй като се взема без рецепта, той е подходящ и за разпространение и закупуване. Недостатък е неговата по-малка ефективност в сравнение с хормоналните методи и вътрематочните средства, но при правилната му употреба рискът от нежелана бременност е сведен до 2%.

## Употреба
За правилна употреба, най-важното условие е презервативът да бъде поставен преди какъвто и да е контакт между мъжките и женските полови органи и да бъде свален веднага след еякулацията. Когато кондомите се използват главно за предпазване от полово предавани болести е добре да се съчетаят с друг по-ефективен контрацептивен метод за допълнителна протекция срещу бременност. С развитието на технологиите, презервативите стават все по-тънки, но за сметка на това по-здрави.
Повечето презервативи са направени от латекс, но е възможно да се правят и от други материали. Някои хора са алергични към латекса. Освен мъжки, има и женски презервативи, но те са рядко срещан метод за контрацепция, поради високата им цена и неудобството при използване.
Презервативи се използват повече от 400 години. Още от XIX век те са едно от най-популярните средства за предпазване от нежелана бременност в целия свят, но в по-модерни времена те са срещали известна съпротива. Неправилната им употреба поражда проблеми, а и Римокатолическата църква като цяло е против употребата на презервативи.

## История
Въпросът дали презервативът е използван в древни времена, е дискутиран много от археолози и историци. В древния Египет, Гърция и Рим предпазването от нежелана бременност се е считало за задължение на жените и единствените писмени сведения са за методи за женска контрацепция. В Азия преди XV век се е използвал вид презерватив, покриващ само главичката на пениса. Като цяло презрвативите са били достъпни и са се използвали само от по-висшите класи. В Китай презервативите са били изработвани от намаслена копринена хартия или от агнешки черва. В Япония са ги правели от коруба на костенурка или от рог на някое животно.
Най-ранното безспорно описание на употреба на презерватив е направено през XVI век в Италия от Габриеле Фалопио в неговия трактат за сифилиса. Фалопио твърди, че употребата на ленен презерватив, преди това потопен в химичен разтвор и оставен да изсъхне, е ефикасно средство за предпазване от сифилис. След това употребата на презервативи за предпазване от болести, предавани по полов път, е описана широко в европейската литература. Първите сведения за употребата им като средство за предпазване от нежелана бременност са от книгата De iustitia et iure (Правосъдие и закон), написана през 1605 г. от теолога Леонардус Лесиус, който заклеймява презерватива като неморален.
Освен от лен, презервативите през Ренесанса са били правени от черво или пикочен мехур. В края на XV век немските търговци представят презерватив, направен от фино обработена кожа в Япония. За разлика от роговия презерватив, използван преди, коженият покривал целия пенис.
Поне от XVIII век презервативът е срещал съпротива в някои правови, религиозни и медицински кръгове. По същество причините са били същите, както и днес: презервативите намаляват възможността за зачеване, което някои мислели за неморално или нежелателно за нацията; те не предпазват напълно от болести, предавани по полов път, а вярата в тяхната предпазна функция може да доведе до безразборни сексуални контакти; били неудобни, скъпи и водели до загуба на чувствителност.
Въпреки съпротивата, търсенето на презерватива растяло главоломно. През XVIII век презервативите били разнообразни по качество и размер, направени от различни материали. Били продавани по заведения, бръснарници, аптеки, открити пазари и театри – навсякъде в Европа и Русия. По-късно били пренесени в Америка, въпреки че навсякъде били използвани само от средните и висшите класи, поради високата им цена и липсата на сексуално възпитание.
В ранните години на XIX век презервативът за пръв път е представен на низшите класи. Законовите пречки за производство и разпространение били премахнати в много държави. Все още презервативите били разпространявани от пътуващи търговци и рекламирани във вестниците, използвайки евфемизми в градовете, където такива реклами са били незаконни. В САЩ и Европа се разпространявали ръководства как да се направи презерватив у дома. Въпреки социалната и законова съпротива, в края на XIX век презервативът бил най-популярния метод за контрол над раждаемостта в Западния свят.
Около 1900 г. Германия е първата страна, която насърчава употребата на презерватива сред своите войници. В ранните години на XIX век са проведени експерименти сред американски военни, в резултат на които се стига до заключението, че употрбата на презерватив чувствително намалява случаите на болести, предавани по полов път. По време на Първата световна война, САЩ и Великобритания са единствените 2 страни, които не одобряват употребата на презерватива от своите войници.
В годините след Първата световна война, презервативът все още има много противници. Един от тях е основателят на психоанализата Зигмунд Фройд, защото лишавал от удоволствие. Въпреки това военните продължили да поощряват употребата на презерватив, дори и в страни, където е бил незаконен за цивилното население.
По време на Втората световна война презервативите не само се раздават на американските войници, но и силно се промотират с филми, постери и лекции. Европейските и азиатските войски от двете страни на конфликта също доставят презервативи на войниците си. Дори Германия която забранява използването на презервативи през 1941 г. защото презервативите са били лесно достъпни и в излишък и войниците са им намирали много и различни употреби, далече от функциите му свързани с предпазването от болести и забременяване.
След войната продажбите на презервативи продължават да растат. В периода 1955 – 1965 г. 42% от американците в активна полова възраст използват презервативи. В Англия 1950 – 1960 г. 60% от семействата използват презервативи. Хапчетата антибебе след пускането си в производство след 1960 година се превръщат в най-предпочитания метод за предпазване от нежелана бременност, но презервативите са неизменно на второ място. Американската агенция за международно развитие стимулира използването на презервативи в развиващите се страни за да спомогне за разрешаването на проблемите свързани с бързите темпове на нарастване на населението: до 1970 г. стотици милиони презервативи са се раздавали само в Индия.
През 60-те и 70-те години на XX век изискванията за качеството се повишават, като същевременно много от легалните бариери за използването на презервативите са премахнати. В Ирландия законната търговия с презервативи е позволена за първи път 1978 г. Рекламирането на продукта обаче продължава да бъде подлагано на ограничения. В края на 50-те години Американската медийна асоциация забранява рекламирането на презервативи по националната телевизия, като забраната се задържа 29 години.
В началото на 80-те години употребата на презерватив се насърчава с цел ограничаването на болестите предавани по полов път и най-вече на СПИН. Въпреки оспорването на важността от използването на презервативи, от някои политически, религиозни и други важни фигури, кампанията по насърчаването на използването на презервативи бележи успех особено в Европа и Северна Америка. Трябва да се отбележи и дължимото на многото магазини на дребно, които разширяват своите артикули, като прибавят към тях и презервативите, като в това число влизат и супермаркетите и магазини за отстъпки като Уол-Март.
В България редовен внос на презервативи от Източна Германия започва през 80-те години. Опасенията от СПИН довеждат и до започването на местно производство по източногерманска технология през 1983 година в село Барутин. Те се продават под търговската марка „Спорт“, но съдържат предупреждение, че „сексуалните отношения не са спорт“.
Продажбите се покачват всяка година до 1994 когато медийния шум относно пандемията започва да отслабва. Феномена свързан с намаляване употребата на презервативите, за ограничаване риска от заразяване със СПИН, е наречен condom fatigue (Кондомна Умора). В резултат на това маркетинговата политика на производителите на презервативи се променя и рекламата от плашеща се превръща в хумористична.
Очаква се използването на презервативи да нараства в световен мащаб, като според някой прогнози развиващите се страни ще се нуждаят от 18,6 млрд. презерватива през 2015.
През 20-те години на XX век привлекателната опаковка и интересното наименование стават все по-важни за продукти като цигари и презервативи. Провеждат се и опити за проверка качеството на презерватива.

## Наименования
В България презервативът има различни наименования, използвани на жаргон: кондом, капот, гумичка. Също така по времето на управлението на Тодор Живков се е избягвало употребата на думата „презерватив“ (кондом) и нейните производни. Вместо това се е използвал евфемизмът „Артикул 13“.